# Abutilon megapotamicum
Abutilon megapotamicum (Абутилон (абутілон) меґапотамікум) або Callianthe megapotamica (Каліянте меґапотаміка) — вид абутилону, що росте в Аргентині, Бразилії та Уругваї. Вид родини мальвових, широко культивований як декоративний вид, хоча значних диких популяцій не спостерігається.

## Загальна біоморфологічна характеристика
Це чагарник, що виростає до 2,5 метра заввишки, з листям 5—8 сантиметрів завдовжки, формою від яйцеподібних до трилопатевих з неглибокими виїмками. Квіти — оранжево-жовті з червоною основою, з п'ятьма пелюстками розміром близько 4 сантиметрів завдовжки.

## Використання
Це популярна декоративна рослина в субтропічних садах або садах помірного клімату з м'якими зимами. Квітне місяцями з літа до заморозків, пишним цвітом, який нагадує китайські ліхтарики.
Рослина отримала премію AGM (Award of Garden Merit) від Королівського садівничого товариства.

## Галерея

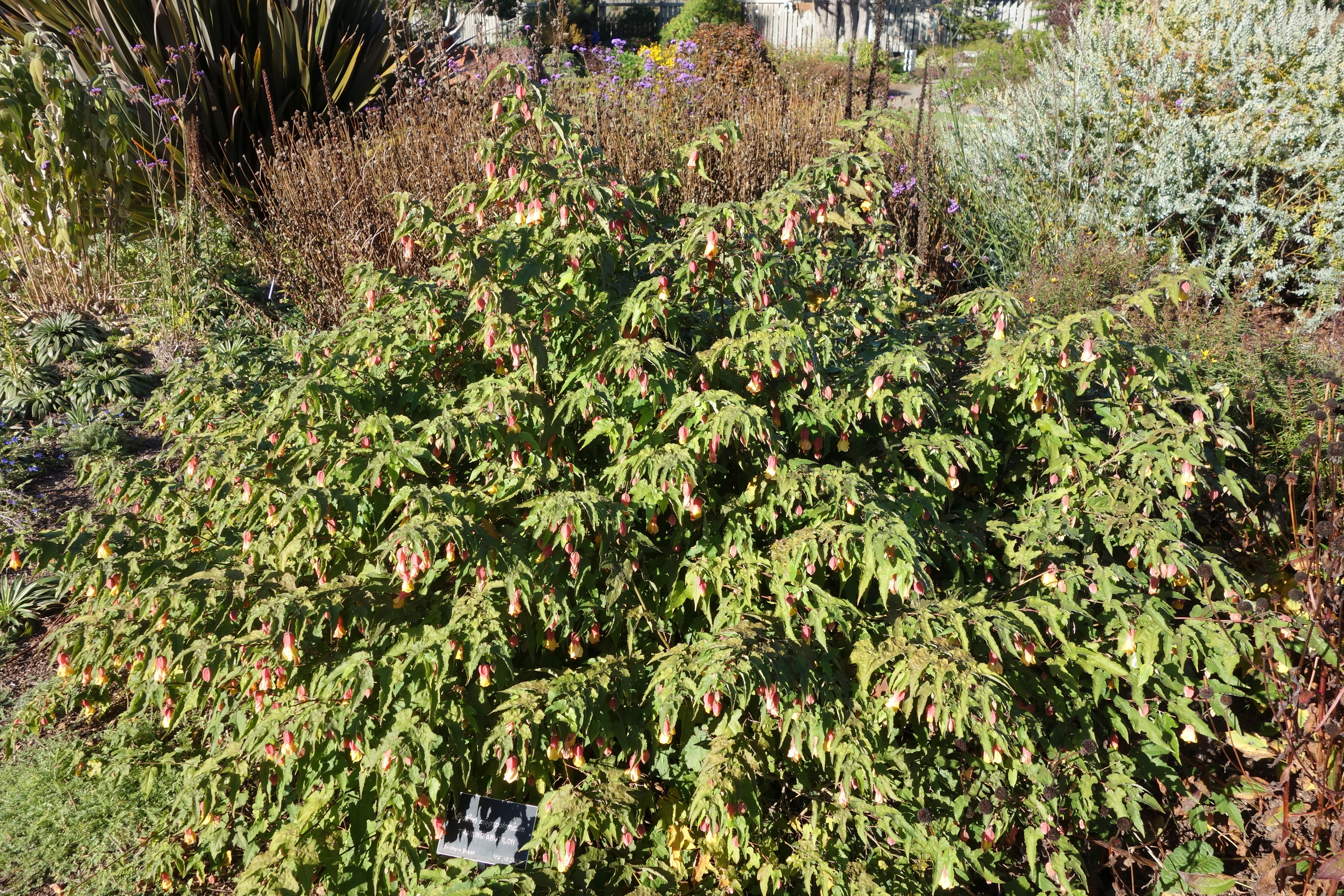
Загальний вигляд
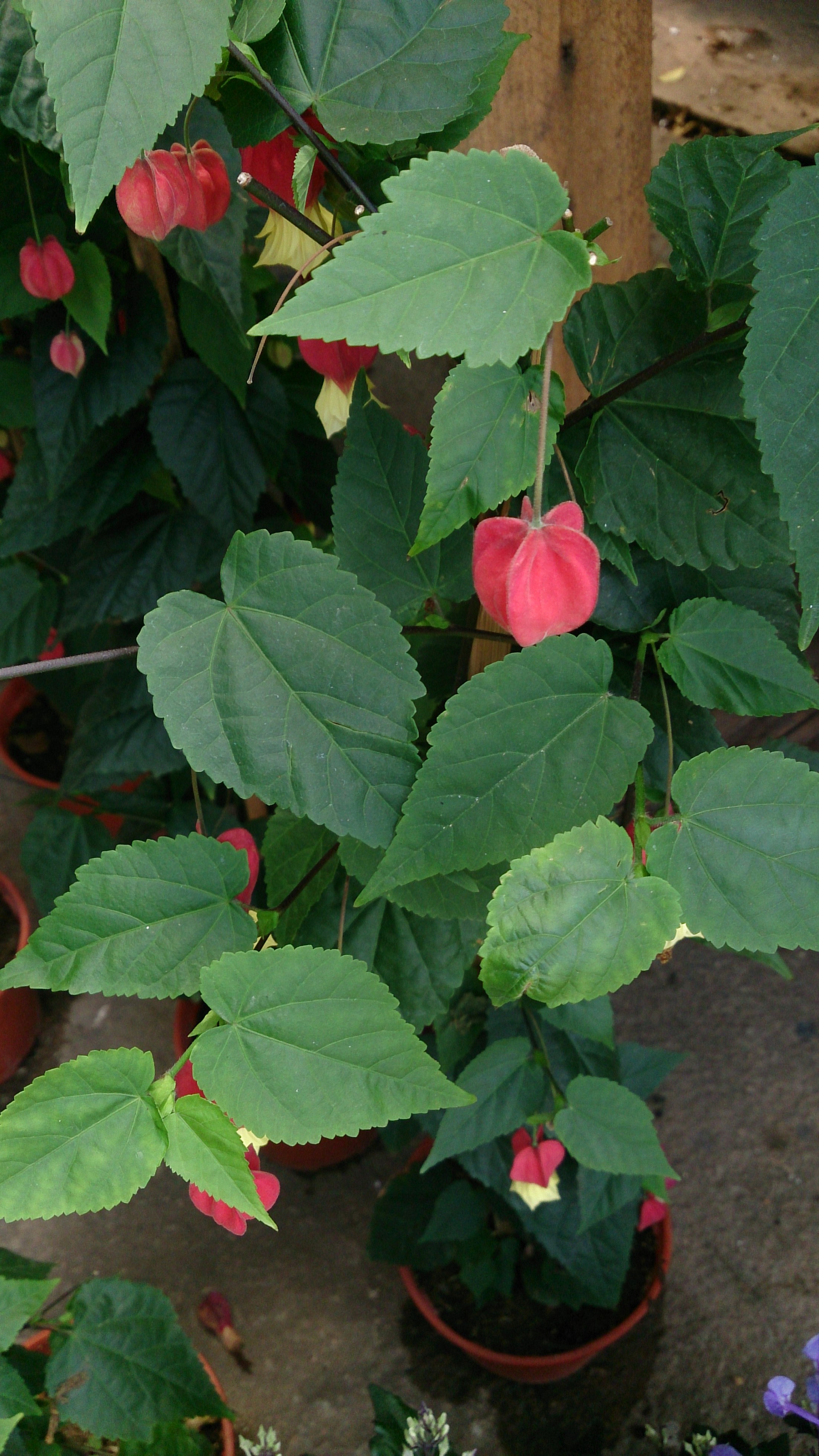
Листки
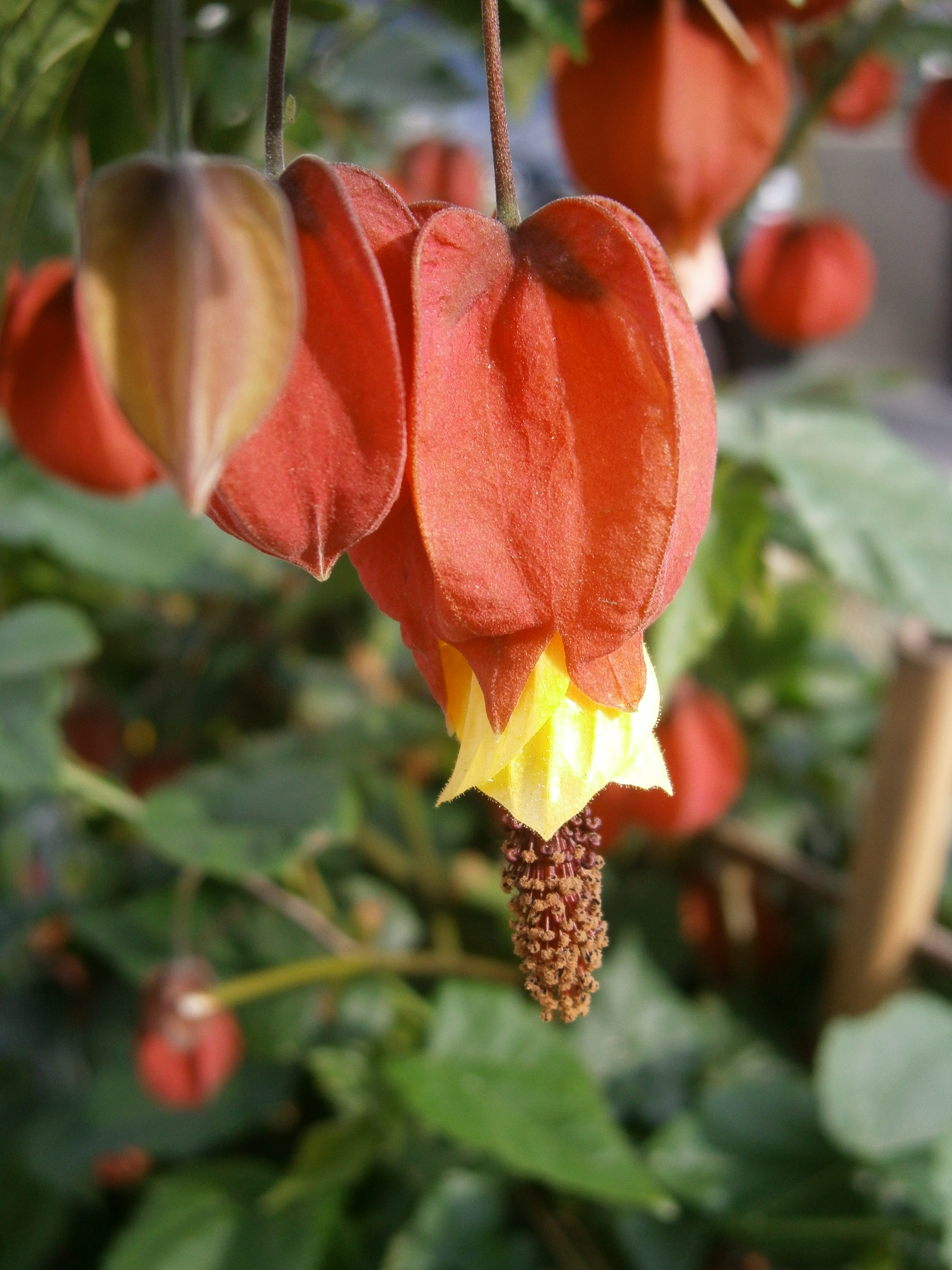
Квіти
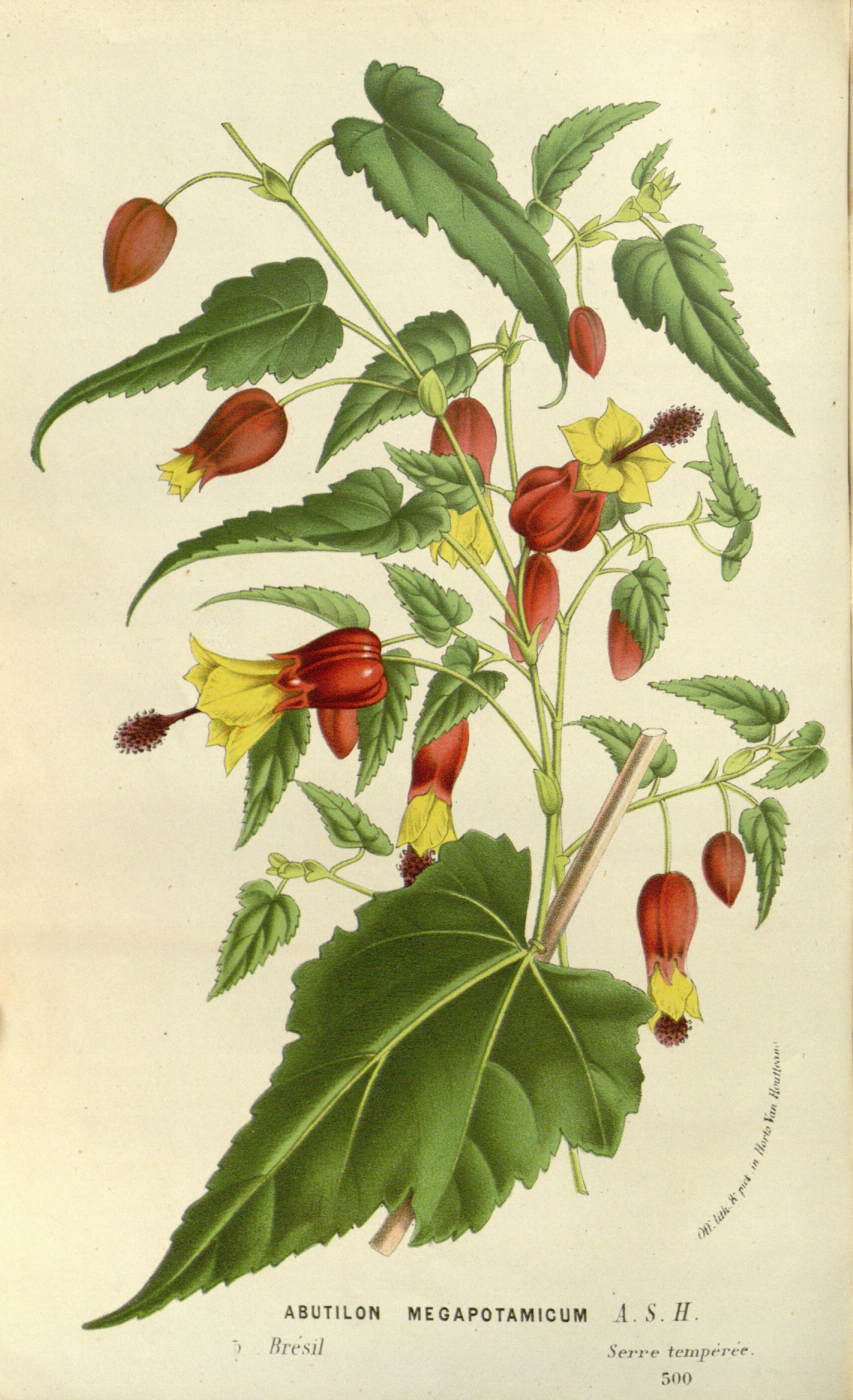
Ілюстрація (1862—1865)

## Виноски
1. ↑   [Архівовано 8 липня 2017 у Wayback Machine.]Довідник назв рослин України від Наукового товариства імені Шевченка, Лісівничої академії наук України, за участю працівників Державного природознавчого музею НАН України та студентів і викладачів Прикарпатського лісогосподарського коледжу; розробка вебресурсу: Третяк Платон Романович
2. ↑  Abutilon megapotamicum - Useful Tropical Plants. tropical.theferns.info. Процитовано 26 червня 2025.
3. ↑  Abutilon megapotamicum | trailing abutilon Bedding/RHS. www.rhs.org.uk (брит.). Процитовано 26 червня 2025.